# Amerikai férfi vízilabda-válogatott
Az amerikai férfi vízilabda-válogatott az Amerikai Egyesült Államok nemzeti csapata, amelyet az Egyesült Államok Vízi sportok-szövetsége (angolul: United States Aquatic Sports) irányít.
A válogatott legjobb eredményei egy aranyérem az 1904-es olimpiáról és két első helyezés az 1991-es, illetve 1997-es férfi vízilabda-világkupáról. Mind e mellett több alkalommal végeztek a dobogó második, illetve harmadik fokán a különböző világversenyeken.

## Jelenlegi keret
A válogatott kerete a 2024-es olimpiai játékokon:
| Amerikai nemzeti férfi vízilabdacsapat-játékoskeret | Amerikai nemzeti férfi vízilabdacsapat-játékoskeret | Amerikai nemzeti férfi vízilabdacsapat-játékoskeret | Amerikai nemzeti férfi vízilabdacsapat-játékoskeret | Amerikai nemzeti férfi vízilabdacsapat-játékoskeret | Amerikai nemzeti férfi vízilabdacsapat-játékoskeret |
| #                                                   | Név                                                 | Poszt                                               | Kor (2024. június 18. szerint)                      |                                                     |                                                     |
| --------------------------------------------------- | --------------------------------------------------- | --------------------------------------------------- | --------------------------------------------------- | --------------------------------------------------- | --------------------------------------------------- |
|                                                     | Adrian Weinberg                                     | K                                                   | 2001. november 25. (22 évesen)                      |                                                     |                                                     |
|                                                     | Johnny Hooper                                       | M                                                   | 1997. június 24. (26 évesen)                        |                                                     |                                                     |
|                                                     | Marko Vavic                                         | M                                                   | 1999. április 25. (25 évesen)                       |                                                     |                                                     |
|                                                     | Alex Obert                                          | C                                                   | 1991. december 18. (32 évesen)                      |                                                     |                                                     |
|                                                     | Hannes Daube                                        | M                                                   | 2000. január 5. (24 évesen)                         |                                                     |                                                     |
|                                                     | Luca Cupido                                         | M                                                   | 1995. november 9. (28 évesen)                       |                                                     |                                                     |
|                                                     | Ben Hallock                                         | C                                                   | 1997. november 22. (26 évesen)                      |                                                     |                                                     |
|                                                     | Dylan Woodhead                                      | M                                                   | 1998. szeptember 25. (25 évesen)                    |                                                     |                                                     |
|                                                     | Alex Bowen                                          | M                                                   | 1993. szeptember 4. (30 évesen)                     |                                                     |                                                     |
|                                                     | Chase Dodd                                          | B                                                   | 2003. április 5. (21 évesen)                        |                                                     |                                                     |
|                                                     | Ryder Dodd                                          | B                                                   | 2006. január 19. (18 évesen)                        |                                                     |                                                     |
|                                                     | Max Irving                                          | M                                                   | 1995. május 21. (29 évesen)                         |                                                     |                                                     |
|                                                     | Drew Holland                                        | K                                                   | 1995. április 11. (29 évesen)                       |                                                     |                                                     |
| Szövetségi kapitány: Dejan Udovičić                 |                                                     |                                                     |                                                     |                                                     |                                                     |

## Eredmények

### Olimpiai játékok
- 1900 — Nem vett részt
- 1904 — Aranyérmes  Arany
- 1908 — Nem vett részt
- 1912 — Nem vett részt
- 1920 — 4. hely
- 1924 — Bronzérmes  Bronz
- 1928 — Negyeddöntő
- 1932 — Bronzérmes  Bronz
- 1936 — Első kör
- 1948 — Második kör
- 1952 — 4. hely
- 1956 — 5. hely
- 1960 — 7. hely
- 1964 — 9. hely
- 1968 — 5. hely
- 1972 — Bronzérmes  Bronz
- 1976 — Nem vett részt
- 1980 — Nem vett részt
- 1984 — Ezüstérmes  Ezüst
- 1988 — Ezüstérmes  Ezüst
- 1992 — 4. hely
- 1996 — 7. hely
- 2000 — 6. hely
- 2004 — 7. hely
- 2008 — Ezüstérmes  Ezüst
- 2012 — 8. hely
- 2016 — 10. hely
- 2020 — 6. hely
- 2024 –Bronzérmes  Bronz

### Világbajnokság
- 1973 – 5. hely
- 1975 – 8. hely
- 1978 – 5. hely
- 1982 – 6. hely
- 1986 – 4. hely
- 1991 – 4. hely
- 1994 – 6. hely
- 1998 – 7. hely
- 2001 – 7. hely
- 2003 – 6. hely
- 2005 – 11. hely
- 2007 – 9. hely
- 2009 – 4. hely
- 2011 – 6. hely
- 2013 – 9. hely
- 2015 – 7. hely
- 2017 – 13. hely
- 2019 – 9. hely
- 2022 – 6. hely
- 2023 – 7. hely
- 2024 – 9. hely
- 2025 – 8. hely

### Világliga
| Év   | Helyezés     | Év   | Helyezés   | Év   | Helyezés |
| ---- | ------------ | ---- | ---------- | ---- | -------- |
| 2002 | Selejtezőkör | 2007 | 5. hely    | 2012 | 4. hely  |
| 2003 | Bronzérmes   | 2008 | Ezüstérmes | 2013 | 4. hely  |
| 2004 | 6. hely      | 2009 | 4. hely    | 2014 | 5. hely  |
| 2005 | Elődöntő     | 2010 | 5. hely    |      |          |
| 2006 | 5. hely      | 2011 | 4. hely    |      |          |

### Világkupa
- 1979: Ezüstérmes
- 1981: 4. hely
- 1983: 4. hely
- 1985: Ezüstérmes
- 1987: 4. hely
- 1989: 8. hely
- 1991: Aranyérmes
- 1993: 4. hely
- 1995: 4. hely
- 1997: Aranyérmes
- 1999: 6. hely
- 2002: 7. hely
- 2006: Nem vett részt
- 2010: 4. hely

## Külső hivatkozások
Az USA vízilabda honlapja